# 聖母子と二人の天使 (リッピ)
『聖母子と二人の天使』（せいぼしとふたりのてんし、伊: Madonna col Bambino e due angeli, 英: Madonna and Child with two angels）は、ルネサンス期のイタリアの画家フィリッポ・リッピが制作した絵画である。テンペラ画。画家の最も有名な作品で、制作年は不明だが、ほとんどの美術史家はフィリッポ・リッピのキャリアの最後の部分の1450年から1465年頃に描かれたことに同意している。工房の手を借りずに制作された数少ない作品の1つであり、サンドロ・ボッティチェッリの作品群を含む、それ以降の聖母子画の表現に大きな影響を与えた。現在はフィレンツェのウフィツィ美術館に収蔵されており、そのため美術史家の間では一般に『ウフィツィの聖母』（The Uffizi Madonna）と呼ばれている。

## 制作経緯
絵画の発注と正確な制作年は不明である。1457年、ジョヴァンニ・デ・メディチはナポリ王に絵画を贈るため、フィリッポ・リッピに制作を依頼した。当時、プラートで働いていた画家はこの依頼に取り組むために一時的にフィレンツェに戻ったが、資金不足のために依頼を放棄した旨をジョバンニに宛てた手紙に書いている。美術史家ウルマン（Ulmann）は、フィリッポ・リッピがナポリ王との仲介役を務めたことに感謝して『聖母子と二人の天使』をジョバンニに贈ったと信じているが、エドワード・C・ストラット（Edward C. Strutt）はこの考えを誤りだと述べている。しかし彼はおそらく画家がフィレンツェに滞在しているこの時期に『聖母子と二人の天使』は制作されたとも述べている。このことは画家が本作品を制作するために使用した技法によっても示されている。ぶっきらぼうな制作と大胆な色彩は、画家がフレスコ画の技法からどのような影響を受けたかを如実に物語っている。画家はフィレンツェに移るずっと以前に、プラート大聖堂で働いたことでそうした技術を習得したため、ストラットは大聖堂で働いた後に絵画を制作したに違いないと信じている。

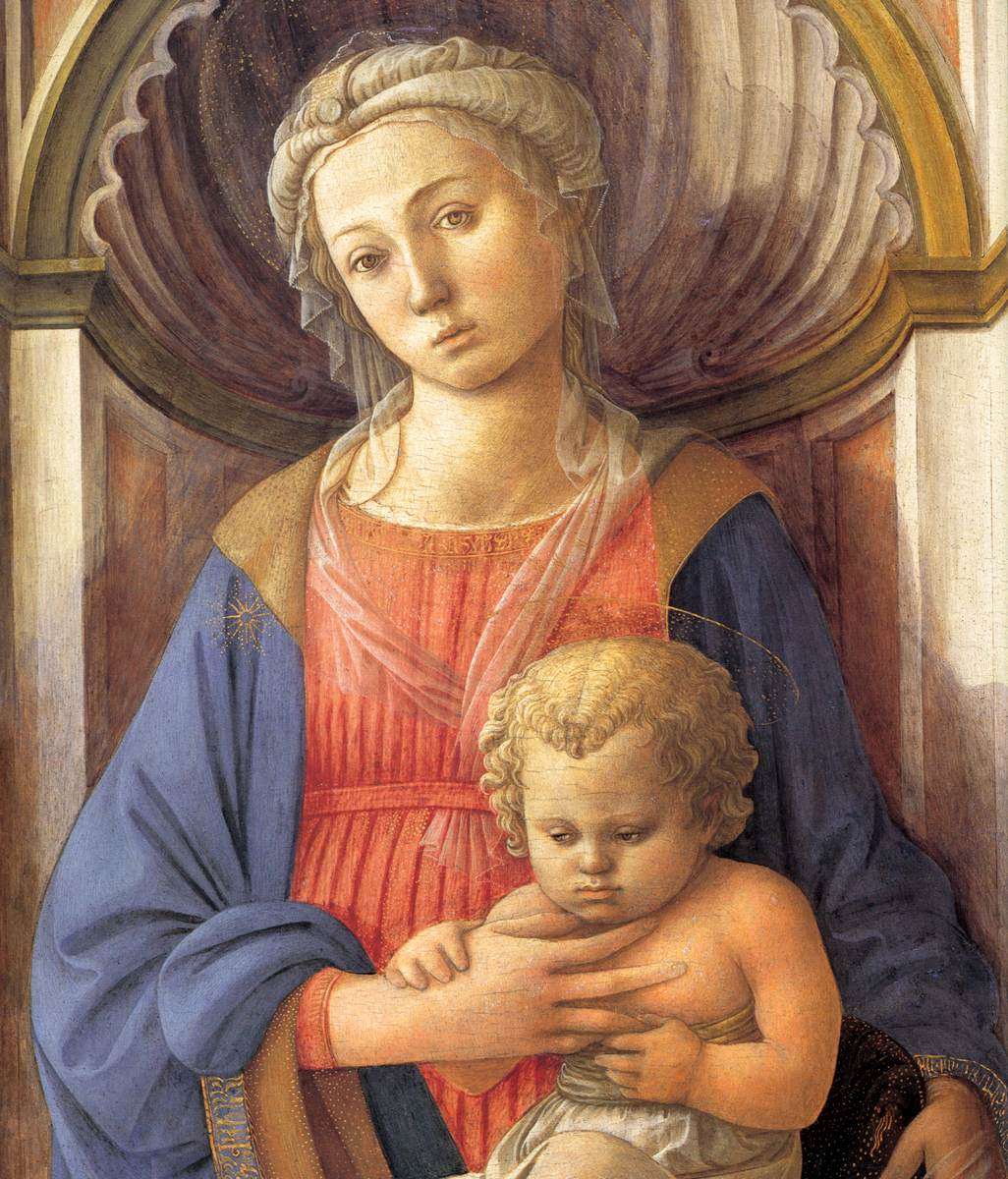
フィリッポ・リッピの1440年頃の『聖母子』。初期の聖母画の1つ。ワシントンのナショナル・ギャラリー所蔵。

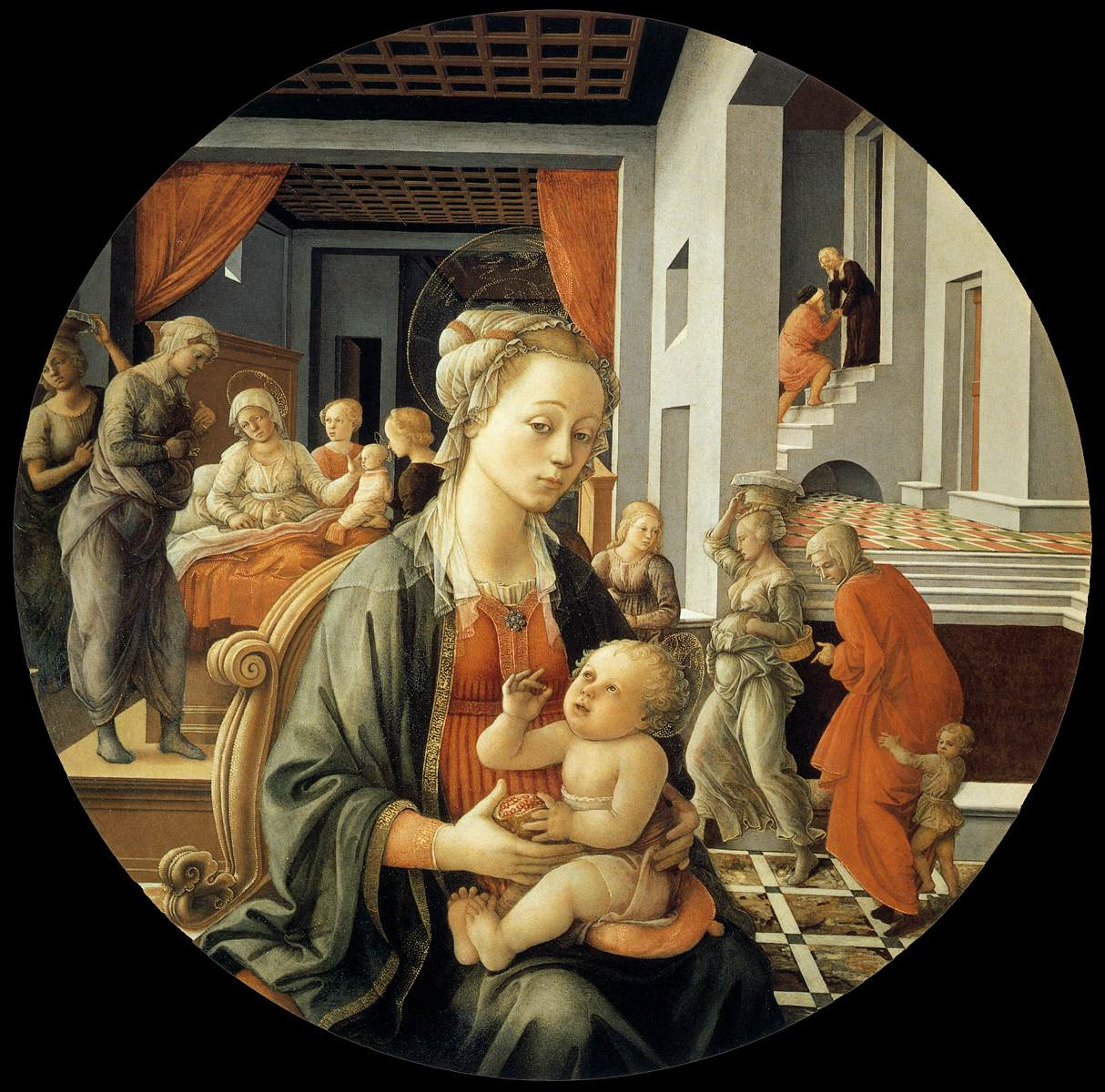
『ピッティのトンド』としても知られるフィリッポ・リッピの『聖アンナの生涯の場面のある聖母子』。ウフィツィ美術館所蔵。本作品と密接な関係がある。

絵画の別の可能な解釈は、珍しいサイズがおそらく息子フィリッピーノ・リッピの誕生（1457年）などの個人的な出来事に関連しているということである。ただし、前景の天使のモデルとしてフィリッピーノが選択された場合、板絵の制作年は下限の1465年頃まで遅くなる可能性がある。

## 作品
『聖母子と二人の天使』は「フィリッポの初期のどの聖母よりも美しくファッショナブルである」ため、新しい時代の趣向と関連づけて考えられている。聖母子はこの時代には珍しく、フランドル絵画に触発された風景が見える開いた窓の前に配置されている。聖母は「平野と遠くの山々、都市、湾」の精巧な風景が見える丘の上の家の窓の椅子に座っている。彼女は瞳を下に向け、2人の天使に抱かれている幼児キリストの前で祈りながら手を合せている。彼女は柔らかいヴェールと真珠を使った手の込んだ髪型をしている。これらの要素は、彼女の衣装とともに1400年代半ばの優雅さを表しており、フィレンツェの15世紀後半の多くの作品で繰り返し用いられている。さらに「輝く、美しくセットされた真珠」に似た「額は特別な美しさの対象であった」ため、多くのルネサンス絵画と同様に聖母の髪型はさらに後ろに剃られている。
この聖母はフィリッポ・リッピの他の聖母に似ている。たとえば本作品は同じ芸術家の『ピッティのトンド』（Pitti tondo）と密接に関連しているが、『ピッティのトンド』の「哀れな女の子らしい愛らしさ」を欠いており、むしろ「より女性的で成熟したタイプの美しさ」を備えている。
聖母はフィリッポ・リッピが描いた他のほとんどの聖母と同様に、伝統的にルクレツィア・ブティと同一視されている。画家は貧しい家の生まれで、幼い頃に兄と一緒に修道院に入った。後年、彼はプラートの修道院に移るが、そこで出会ったのが修道女のルクレツィア・ブティであり、彼女との間に2人の子供をもうけている。
右側の天使は絵画の中で最も興味深い部分の1つである。彼は鑑賞者を「天使のような完璧さよりも茶目っ気を表現した悪戯っぽい笑顔で」見ている。彼のポーズは天使のポーズに似ていないし、自分の役割を果たしているようにも見えず、むしろ本当の子供であるように見える。

### テクニック
聖母の後ろに配置された大きな窓は、また鑑賞者に絵画の一部を感じさせるのを助けるために平面に非常に近い人物像と、鑑賞者の間のギャップを減らすのに役立っている。プラート時代からのフィリッポ・リッピのフレスコ画の背景はカラーリングや細部の無頓着さにいたるまでこの絵画に影響を与えている。色彩は互いにほとんど独立して見える大胆なストロークで描かれているが、これはフレスコ画の特徴である「様々な色合いの調和のとれた混合を確保するために、フィリッポ・リッピがほとんど手間をかけなかったこと」を示している。絵画の構図はピラミッド型であり、前景と背景はフィリッポ・リッピがドナテッロ派の方法にも影響を受けたことを示唆するやり方で配置されている。

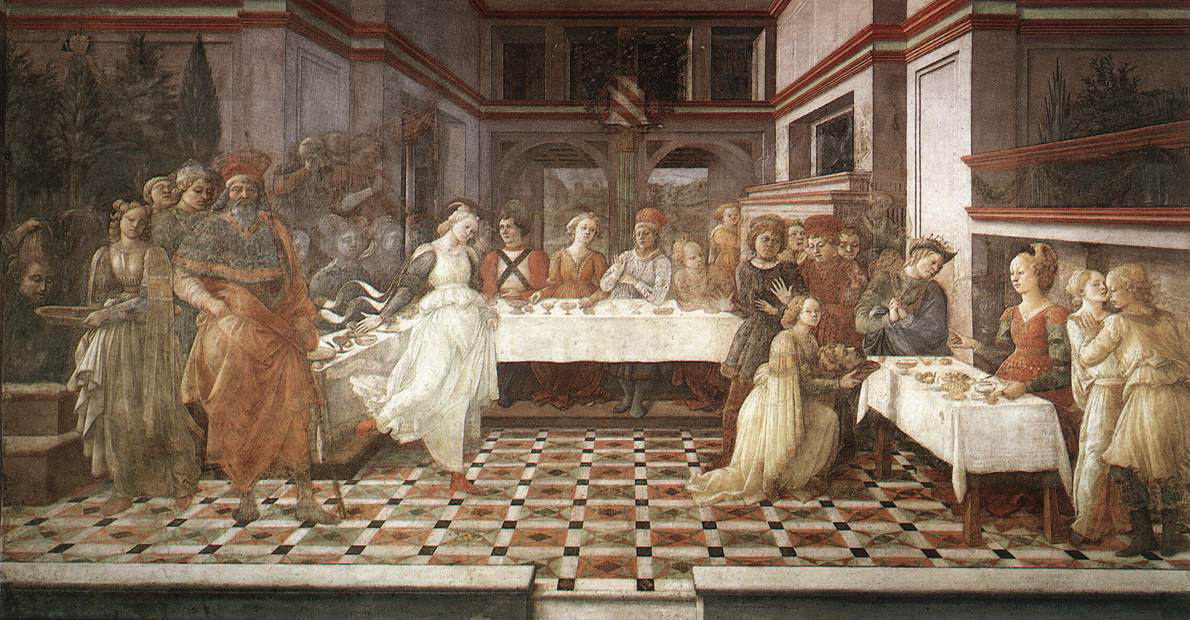
フィリッポ・リッピによるフレスコ画『ヘロデ王の饗宴』。聖ステファヌスと洗礼者聖ヨハネの物語の一部。1452年から1465年頃。

フィリッポ・リッピの以前の絵画はマサッチョから影響を受けたことを明らかに示している。しかし、マサッチョのキアロスクーロは『聖母子と二人の天使』から姿を消し、人物像は今やザラザラした影のある柔らかな輝きで照らされている。このことが画家の初期の作品群に特有のボリューム感を絵画から大幅に減少させている。

### シンボリズム
絵画には宗教的なシンボルが含まれている。窓の外には岩と海岸が見えるが、これらはフィレンツェのルネサンス絵画で繰り返されるテーマである。海岸はおそらく、聖母マリアの称号「海の星と私たちの救いの港」を仄めかしている。また岩は預言者ダニエルの物語を暗示している。

## 解釈
右側の天使は美術史家にとって常に特に重要視されている。マリリン・ラヴィン（Marylin Lavin）は『聖母子と二人の天使』は「キリストと聖母マリアの結婚を表すものとして理解されるべきである」と主張している。バーナビー・ニグレン（Barnaby Nygren）によれば、聖母が幼児のキリストを抱いていないという事実は、むしろ彼が聖母に提示されているとラヴィンの解釈を主張している。しかしバーナード・ベレンソンは「新郎新婦の関係は、聖母マリアとキリストの関係ではなく、個々の敬虔な魂と神の関係である」と主張している。最後に、美術評論家ジョナサン・ジョーンズは聖母が「ルネッサンスの最も美しい絵画の1つ」であり、ジョットにまでさかのぼる宗教の人間化の例証であると主張している。彼によると、フィリッポ・リッピはこの絵画で聖母と幼児キリストの関係を本物の母親と幼児の関係にしている。

## 来歴
板絵の裏側にある18世紀の記録は、当時のメディチ家の邸宅ヴィラ・デル・ポッジョ・インペリアーレに絵画があったことを証明している。 1796年5月13日、暫定的にドメニコ・ギルランダイオに帰属して、フィレンツェのトスカーナ大公国のコレクション（Gran Ducal collections）に入り、将来のウフィツィ美術館の基礎を形成した。

## 影響
本作品はフィレンツェの聖母画に影響を与え、アンドレア・デル・ヴェロッキオやサンドロ・ボッティチェッリなどが本作品の構図に基づいて聖母子画を制作している。

## ギャラリー
本作品に影響受けた絵画作品

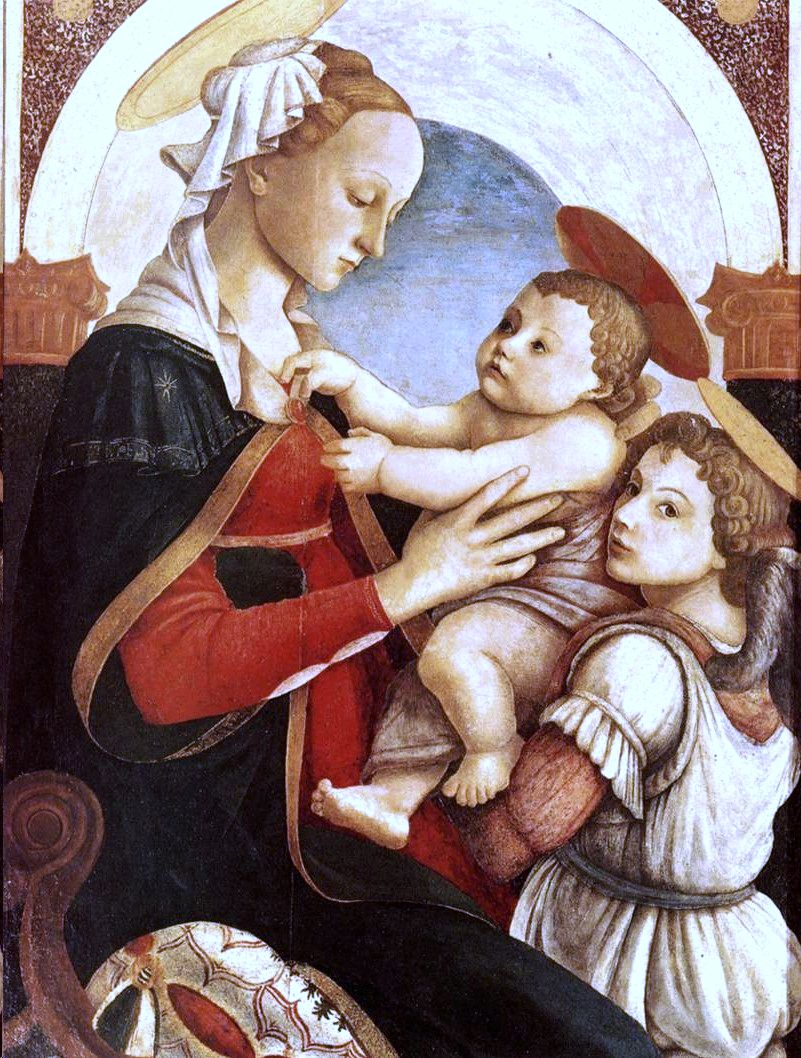
サンドロ・ボッティチェッリ『聖母子と天使』1465年-1467年 捨て子養育院美術館（英語版）所蔵
サンドロ・ボッティチェッリ帰属『聖母子と二人の天使』1465年-1470年頃 ナショナル・ギャラリー・オブ・アート所蔵
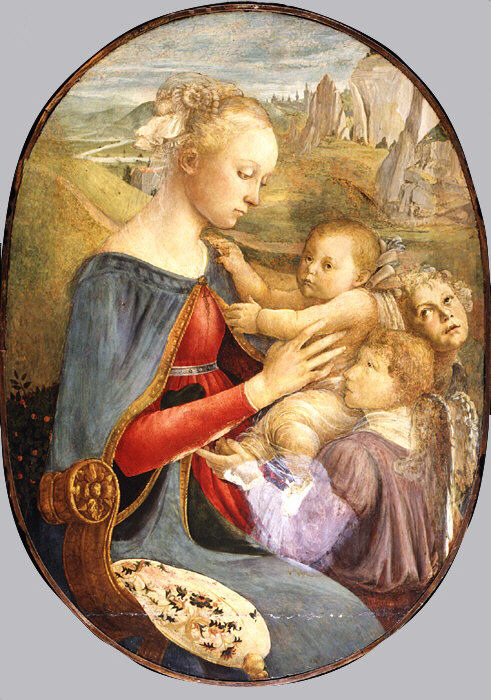
サンドロ・ボッティチェッリ帰属『聖母子と二人の天使』15世紀 メトロポリタン美術館所蔵
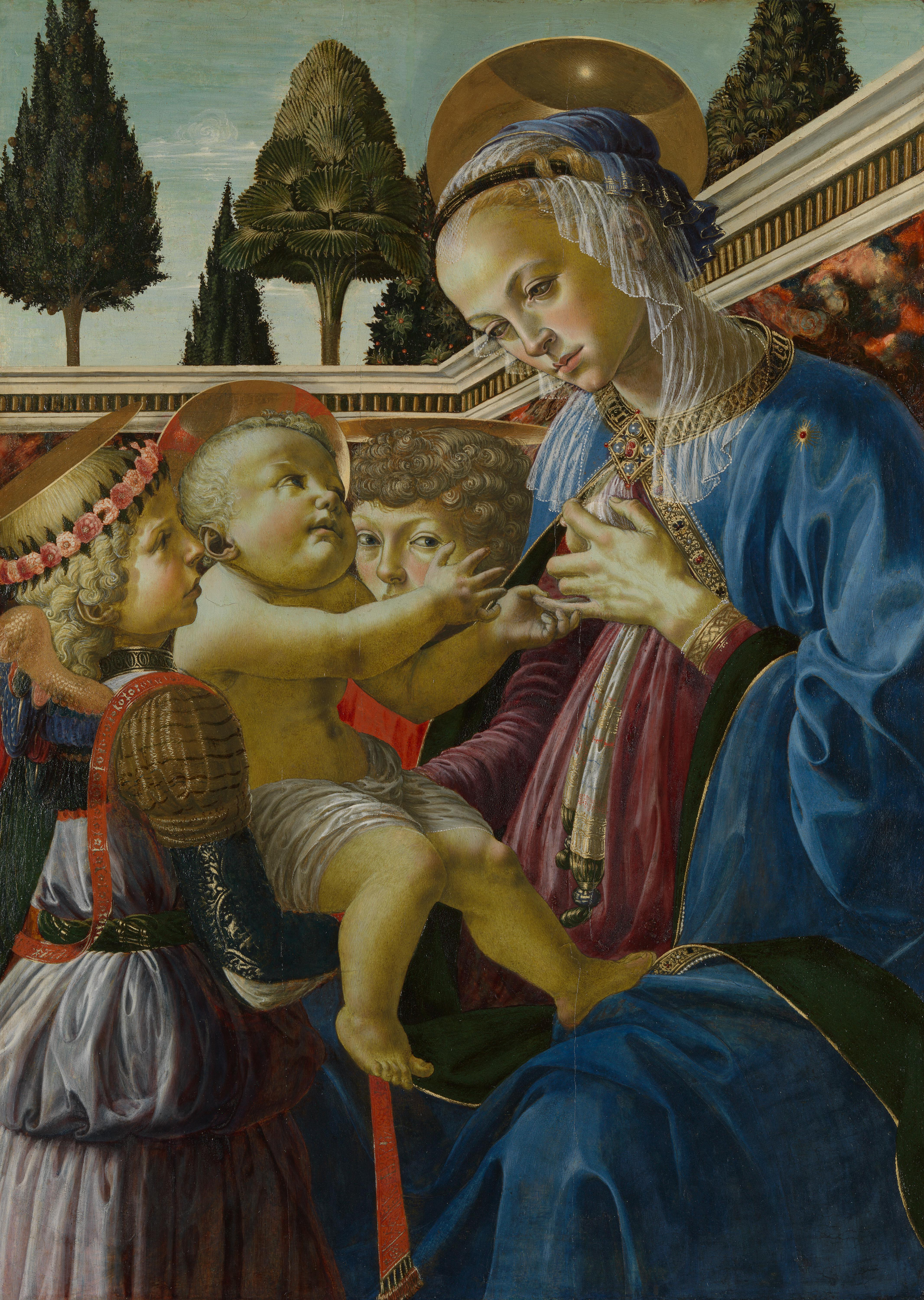
アンドレア・デル・ヴェロッキオ『聖母子と二人の天使』1467年-1469年頃 ナショナル・ギャラリー所蔵
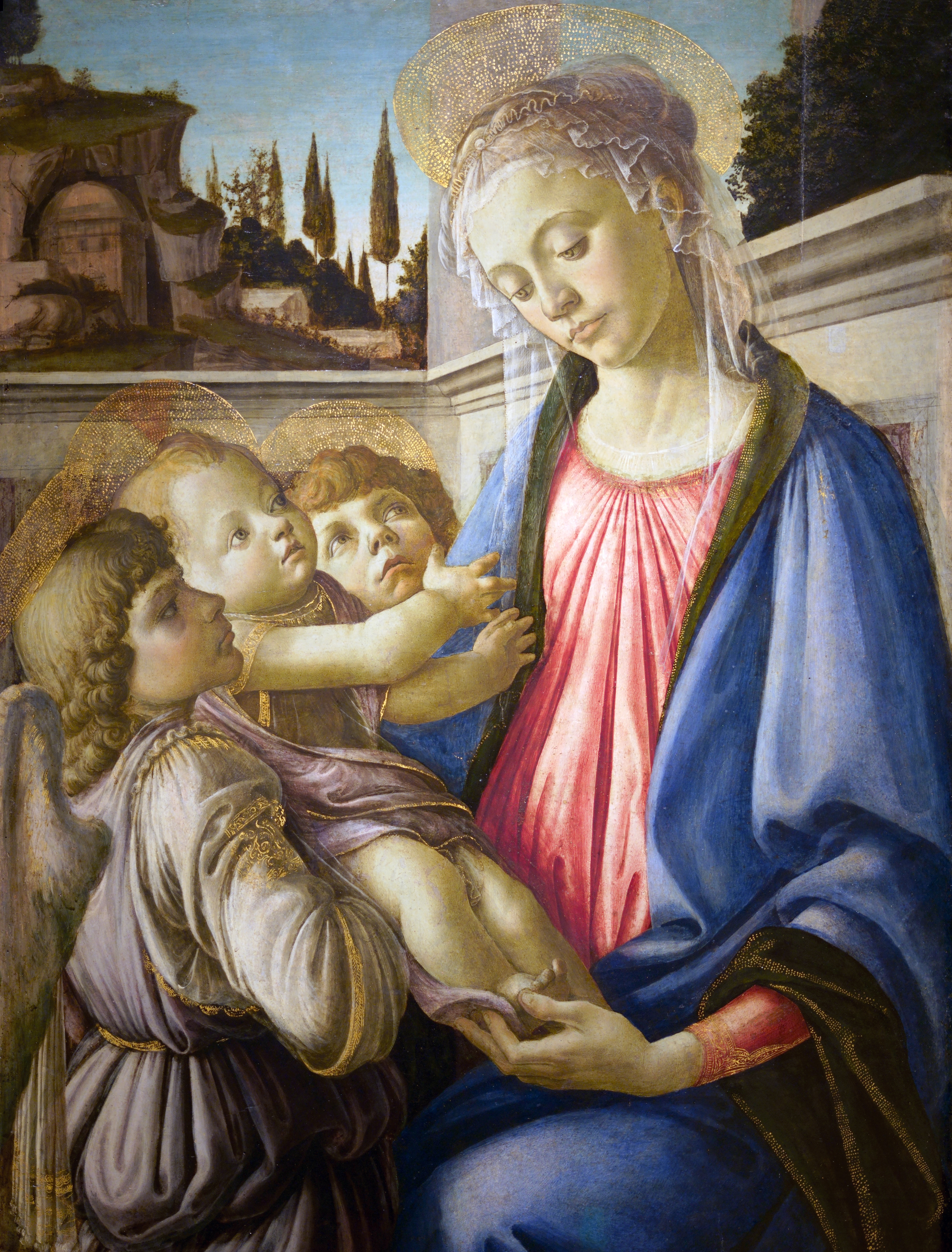
サンドロ・ボッティチェッリ『聖母子と二人の天使』1468年–1469年頃 カポディモンテ美術館所蔵
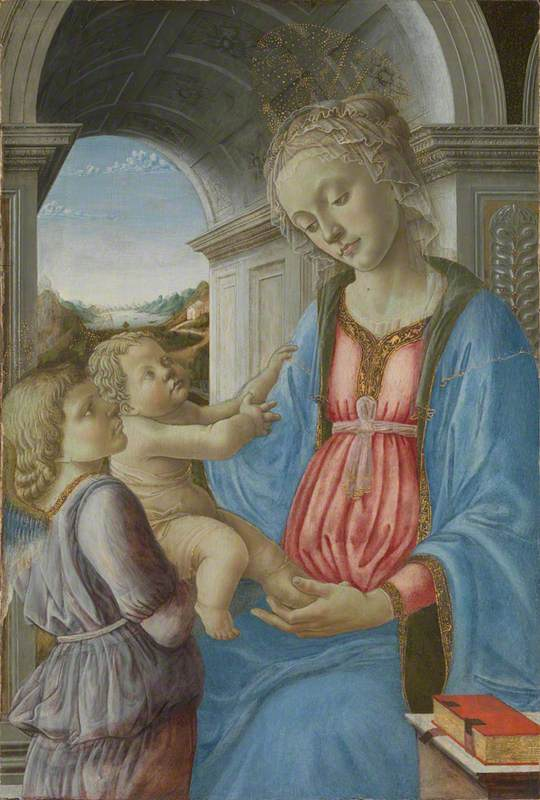
フィリッポ・リッピの模倣者『聖母子と天使』 1480年頃 ナショナル・ギャラリー所蔵